# ماسي در (بشت أربابا)
ماسي در (بالفارسية: ماسی در) هي قرية تقع في إيران في قسم بشت أربابا الريفي. يقدر عدد سكانها بـ 14 نسمة بحسب إحصاء 2016.